# 内斯科·米洛万诺维奇
内斯科·米洛万诺维奇（Neško Milovanović，1974年12月4日—），是一名出生于塞尔维亚拥有塞尔维亚和保加利亚双重国籍的足球运动员，曾经入选保加利亚国家队。
米洛万诺维奇2001年曾经效力于上海申花，次年转投日本广岛三箭。